# Zion Hill
Zion Hill es una localidad de Trinidad y Tobago, que forma parte de la parroquia de St. Paul.

## Geografía
La localidad abarca parte de la isla de Tobago y limita al norte con Argyle-Kendal, al sur con el océano Atlántico, al este con Belle Gardens y al oeste con Glamorgan (localidad perteneciente a la parroquia de St. Mary).

## Demografía
Datos demográficos de la localidad de Zion Hill:
| Gráfica de evolución demográfica de Zion Hill entre 2000 y 2011 |
|                                                                 |